# Pfaffenberg (Schönwald)
Der Pfaffenberg ist ein 710 m hoher bewaldeter Berg unmittelbar nördlich der Stadt Schönwald, Landkreis Wunsiedel, im Fichtelgebirge in Bayern.

## Kreuzstein
Der Kreuzstein steht am Südwestrand des Berges, am nördlichen Ortsrand der Stadt Schönwald an der Straße Am Kreuzstein. Es handelt sich um eine 120 cm hohe, nach oben spitz zulaufende Granitplatte mit eingemeißeltem Kreuz auf zwei Halbbögen, eingelassen in ein radförmiges Gebilde. Zu sehen sind waagrechte und senkrechte Gebilde in Kreuzform und auf der Rückseite wiederkehrende Einmeißelungen. Urkundlich ist vom Kreuzstein nichts überliefert.